# Лорел і Гарді
Ло́рел і Га́рді (англ. Laurel and Hardy), Стен Лорел (сценічне ім'я Артура Стенлі Джефферсона) (1890–1965) і Олівер Гарді (1892–1957) — британсько-американські кіноактори, коміки, були однією з найпопулярніших комедійних пар в історії кіно, поряд з Ебботтом і Костелло. Стен був худий, а Олівер — повний. Їхня спільна робота почалася в 1927, спочатку вони знімалися в німих, а потім у звукових фільмах. Загалом ними зроблено більш 200 короткометражних і повнометражних фільмів, підвищений інтерес до яких знову виник у 70-х, наприклад, «Наші відносини» 1936, «Дурень з Оксфорда» 1940. Також Лорел і Гарді після своєї смерті з'явилися у мультсеріалі «Нові фільми Скубі-Ду» 1972 року, однак критики не погодилися з цією появою.